# Википедија на једноставном енглеском језику
Википедија на једноставном енглеском језику (енгл. Simple English Wikipedia) јест издање Википедије на енглеском језику, слободне енциклопедије, која користи поједностављени или основни енглески језик и данас има 269.783 чланака и заузима на листи Википедија 37. место.
Интернет адреса је првенствено намењена деци, корисницима који тек уче енглески језик, онима који желе најосновније информације, као и онима који тек делимично владају енглеским језиком. Такође служи као основа превођења чланака на другим Википедијама.
Већина чланака је по правилу краћа него на Википедији на енглеском језику.
26. јула 2006. поједностављена енглеска Википедија је премашила праг од 10.000 чланака. Дана 24. августа 2007. имала је преко 18.000 чланака, преко 50.000 страница и преко 11.000 регистрованих корисника.